# Sipocot
Sipocot è una municipalità di seconda classe delle Filippine, situata nella Provincia di Camarines Sur, nella Regione del Bicol.
Sipocot è formata da 46 baranggay:
- Aldezar
- Alteza
- Anib
- Awayan
- Azucena
- Bagong Sirang
- Binahian
- Bolo Norte
- Bolo Sur
- Bulan
- Bulawan
- Cabuyao
- Caima
- Calagbangan
- Calampinay
- Carayrayan
- Cotmo
- Gabi
- Gaongan
- Impig
- Lipilip
- Lubigan Jr.
- Lubigan Sr.

- Malaguico
- Malubago
- Manangle
- Mangapo
- Mangga
- Manlubang
- Mantila
- North Centro (Pob.)
- North Villazar
- Sagrada Familia
- Salanda
- Salvacion
- San Isidro
- San Vicente
- Serranzana
- South Centro (Pob.)
- South Villazar
- Taisan
- Tara
- Tible
- Tula-tula
- Vigaan
- Yabo